# Olga Hebrang
Olga Hebrang (Pakrac, 3. lipnja 1913. – Zagreb, 16. siječnja 1997.), bila je sudionica narodnooslobodilačkog pokreta u Hrvatskoj, politička zatvorenica komunističkog režima SFR Jugoslavije i udovica hrvatskog revolucionara Andrije Hebranga.

## Životopis

### Podrijetlo
Olga Hebrang rođena je u Pakracu, 3. lipnja 1913. godine. Potječe iz dobrostojeće židovske trgovačke obitelji Jakoba i Ivane Strauss. Roditelji su vodili računa o Olginom obrazovanju, učila je svirati klavir, francuski i njemački jezik. U osamnaestoj godini udala se za židovskog trgovca Marka Kohna s kojim je imala sina Zlatka (r. 1933.). Kao djevojka, potkraj 1930-ih, pridružila se ljevičarima i Komunističkoj partiji Hrvatske, čitala je ljevičarsku literaturu, te se pridružila narodnooslobodilačkome pokretu u Hrvatskoj tijekom Drugoga svjetskog rata. 

### Progon u NDH
Kao židovka i aktivna ljevičarka bila je dvostruko ugrožena, pa su je 12. prosinca 1941. godine ustaše uhitili. Isprva je bila zatvorena jednom u kotarskom pritvoru, ali je kasnije prebačena u Koncentracijski logor Stara Gradiška i odvojena od sina. Olgin devetogodišnji sin bio je upućen u jedan od eksterminacijskih logora u Hrvatskoj. Olga je svojeg sina uspjela otkupiti i izvući iz logora izmršavjeloga poput kostura, te prebaciti k sebi u Staru Gradišku. Preko nekih dobrih ljudi Olga je sina iz Stare Gradiške uputila svojim sestrama koje su se spremale prebjeći na talijanski teritorij. Nažalost, svi zajedno su bili uhvaćeni i odvedeni u Koncentracijski logor Jasenovac gdje su ubijeni 1942. godine. Uz oca, supruga i sina, Olgi Hebrang ustaše su ubili 54 člana njene židovske obitelji i rođaka. Jedanaest mjeseci nakon uhićenja, Olgu Strauss izdvojili su iz samice logora u Staroj Gradiški i prebacili je u zatvor u Novoj Gradišci. Zajedno s još nekoliko političkih zatvorenika ustaše su je namjeravali razmijeniti za neke svoje ljude koje su u zarobljeništvu držali partizani. U toj skupini od 35 komunista i partizana, koja je razmijenjena za ustaškoga dužnosnika Mirka Vutuca i redarstvenoga dužnosnika Karla Wagnera, bio je i njezin budući suprug Andrija Hebrang. Razmjena je uspjela, Olga i Andrija krenuli su negdje između Okučana i zapadne Slavonije prema partizanskom šumskom stožeru. Nakon samo nekoliko dana poznanstva, Andrija je zaprosio Olgu i ona se nakon jednog dana razmišljanja pristala za njega udati. Od 1944. do 1947. godine živjeli su zajedno u Beogradu.

### Progon i život u Jugoslaviji
S Andrijom Hebrangom Olga je imala troje djece; Dunju (r. 1944.), Andriju (r. 1946.) i Branka (r. 1948.), te jednog posvojenog sina, Dragana Stanića. Nakon uhićenja svojeg supruga koji je postao žrtvom montiranog procesa beogradske UDBE iza kojeg su stajali Aleksandar Ranković, Milovan Đilas i Edvard Kardelj, Olga je zajedno s djecom 8. svibnja 1948. godine odvedena u kućni pritvor u malom neuglednom stanu u Beogradu. I sama je uhićena 17. svibnja 1948. godine, a djeca su joj umalo završila u nekom od beogradskih domova. Kako je Olga Hebrang sve do uhićenja rukovodila svim dječjim domovima u Beogradu, tomu se grčevito usprotivila i ipak uspjela djecu poslati šogorici Ilonki Hebrang-Gobec u Zagreb. Kako nije htjela svjedočiti protiv svojeg supruga, Olga je osuđena na tajnom politički montiranom procesu 1951. godine na kaznu strogoga zatvora u trajanju dvanaest godina, na gubitak građanskih prava u trajanju od četiri godine i na konfiskaciju kuće u Pakracu. Osuđena je prvostupanjskom presudom koja je odmah postala izvršnom. Presuda joj nije uručena, dobila ju je tek 1957. godine. Osuđena je zbog pomaganja neprijatelja (ustaša) za vrijeme Drugoga svjetskog rata. U beogradskom zatvoru Glavnjača tri je godine bila u samici, a potom i u zatvorima u Požarevcu i Slavonskoj Požegi. Za boravka u Glavnjači bila je psihički i tjelesno mučena, pa je potpisala "priznanje" koje je od nje tražio general UDBE Mile Milatović. U zatvor su je uvjerili da joj je najmlađe dijete, Branko Hebrang, umrlo. Olga je tek nakon nekoliko godina provedenih na robiji prvu puta vidila vlastitu djecu, i to kada su je posjetili u zatvoru u Požarevcu zajedno s njezinom šogoricom Ilonkom. Posjet je trajao pola sata, a pune četiri godine nakon toga oni nisu znali ni je li im majka uopće živa. Nakon što su Olgu premjestili u zatvor u Slavonskoj Požegi, djeca su do njenog izlaska iz zatvora, zbog teškog siromaštva u kojem su živjela s tetom, posjetila samo još jednom. Kako ne bi gladovali, Židovska općina Zagreb im je često davala pakete s hranom i starom odjećom pristiglom iz Amerike. Olga Hebrang je sama molila Miroslava Krležu za intervenciju i pomoć, što je on s razumijevanjem, nelagodom, ali i kukavičlukom odbio. Olga Hebrang je proživjela osam i pol godina zatvorske tragedije, nakon čega je bila uvjetno puštena na slobodu 10. listopada 1956. godine. Nakon izlaska iz zatvora Olga se nije udavala. Drama Olge Hebrang i njezine djece nastavila se i sljedećih godina. Da bi uspjela naći posao, Olga Hebrang morala je promijeniti prezime u Markovac, što je odabrala jer joj se prvi suprug zvao Marko. Tek 1983. godine uspjela je vratiti prezime Hebrang. Olgina djeca nikada nisu prihvatila prezime Markovac i u svim hrvatskim dokumentima zadržali su prezime Hebrang. Olga je bila pod posebnom paskom mjerodavnih organa Jugoslavije, zabranjeno joj je bilo govoriti o suđenju i robiji. Živjela je u strahu i morama iz Glavnjače. 1980-ih Olga se aktivnije uključila u traženje istine o suprugovom nestanku i smaknuću.

### Život u Hrvatskoj
Početkom 1990-ih Olga Hebrang je zajedno s obitelji pokrenula, u okviru Hrvatske demokratske zajednice, osnivanje "Komiteta istine" što je rezultiralo "Deklaracijom o osudi uhićenja i umorstva Andrije Hebranga" prihvaćenom u veljači 1992. godine na sjednici Sabora Republike Hrvatske. Olga Hebrang preminula je u Zagrebu, 16. siječnja 1997. godine. Pokopana je na Mirogoju, 20. siječnja 1997. godine.

## Rehabilitacija
Branko Hebrang podnio je zahtjev za rehabilitaciju svoje majke na beogradskome sudu 29. ožujka 2007. godine a 25. lipnja 2014. godine Olga Hebrang rehabilitirana je na beogradskome Višem sudu.

## Odlikovanje
- 1995. godine odlikovana je redom Stjepana Radića.[9]